# Anasirma

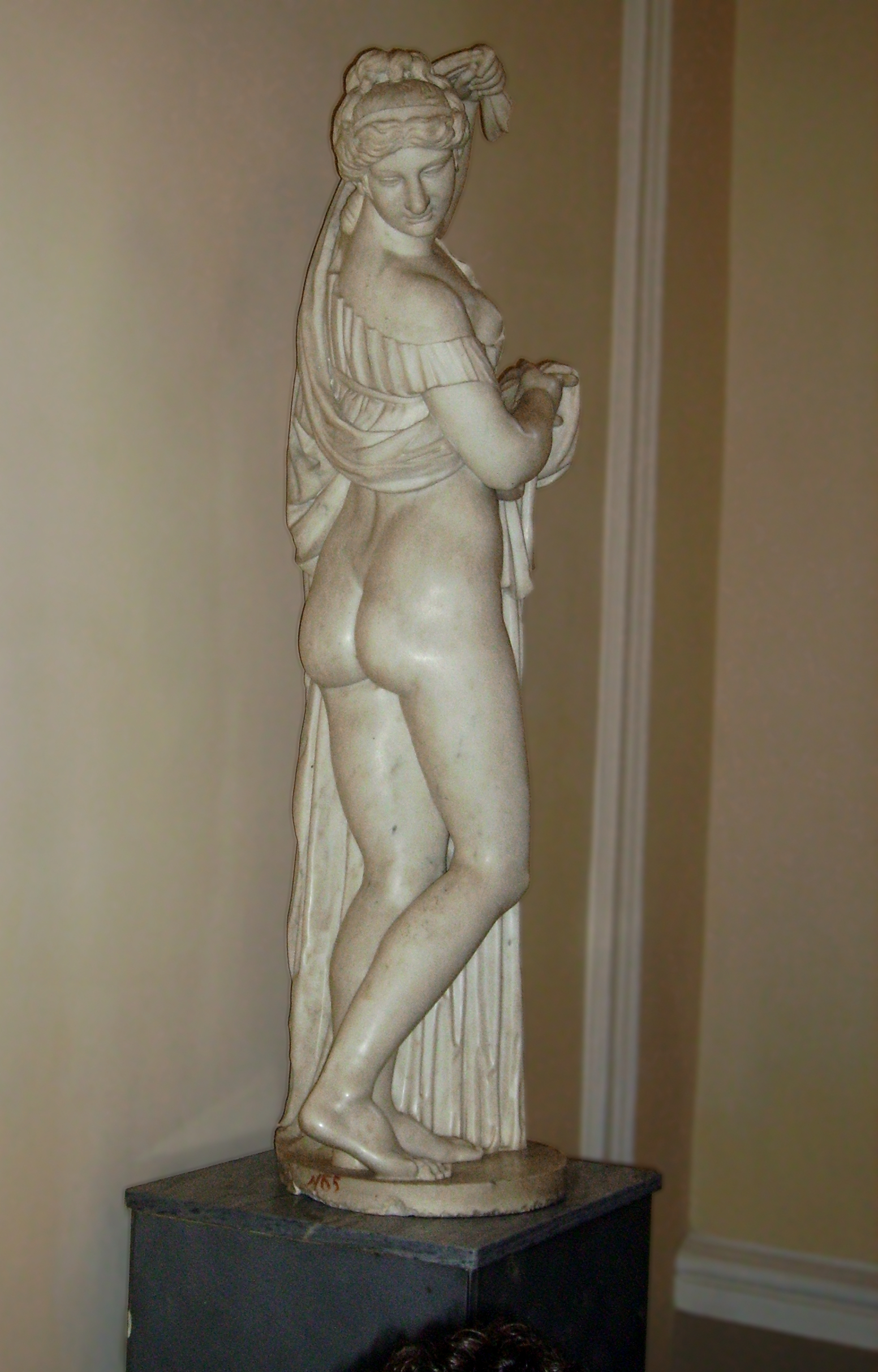
Còpia d'una Afrodita hel·lenística Kallipygos a l'Hermitage de Sant Petersburg

Anasirma (grec antic: ἀνάσυρμα) compost per ἀνά ana "amunt, contra, esquena" i σύρμα sirma "falda"; plural: anasirmata (ἀνασύρματα), també anomenat anasirmos (ἀνασυρμός), és el gest d'aixecar la faldilla o el kilt. S'utilitza en relació amb certs rituals religiosos, l'erotisme i les bromes lascives (vegeu, per exemple, Baubo). El terme s'utilitza per descriure les obres d'art corresponents.
L'anasirma és, doncs, "l'exposició dels genitals". Aquesta, més que una mostra d'excitació, és una forma d'exhibicionisme que es troba a la religió i a les obres d'art i que sempre es refereix a l'acte d'una dona que s'exposa. L'acte d'aixecar la faldilla per mostrar els genitals pot ser un dispositiu apotropaic; pot, en circumstàncies de guerra, evocar la por de l'enemic. També pot ser un acte que evoqui sorpresa i posterior rialla i una manera de deixar anar la tristesa. El que és significatiu de l'anasirma és que reflecteix la qualitat numinosa dels genitals femenins i la regió genital a través de la qual es produeix el naixement. En diverses cultures, hi ha un mite de l'anasirma utilitzat per a la curació emocional.
L'anasirma pot ser una autoexposició deliberadament provocativa dels genitals o natges nus. El famós exemple d'aquest darrer cas és Afrodita Kallipygos ("Afrodita de les natges precioses"). En moltes tradicions, aquest gest també té un caràcter apotropaic, com a burla o mitjà per allunyar un enemic sobrenatural, anàleg a la lluna.

## Antiguitat grega

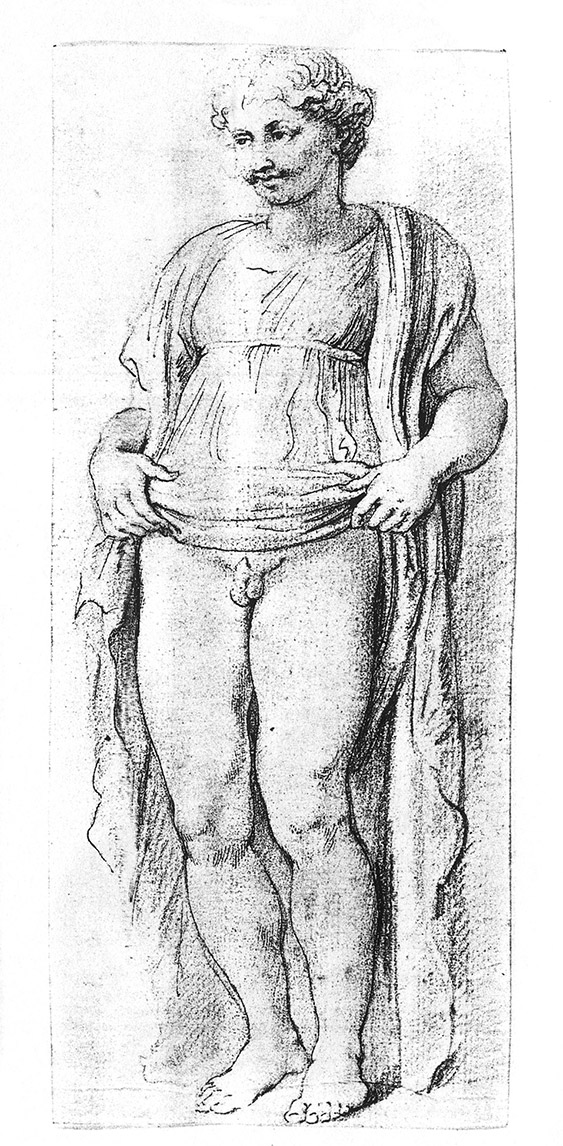
Esbós d'Ermafrodit anasyromenos de Peter Paul Rubens

Les bromes rituals i l'exposició íntima eren habituals en els cultes de Demèter i Dionís, i figuren en la celebració dels misteris eleusins associats a aquestes divinitats. El mitògraf Apol·lodor diu que les bromes de Iambe van ser el motiu de la pràctica de les bromes rituals a les Tesmofòries, un festival celebrat en honor a Demèter i Persèfone. En altres versions del mite de Demèter, la deessa és rebuda per una dona anomenada Baubo, una vella que la fa riure, exposant-se en un gest ritual anomenat anasirma ("aixecada [de faldilles]"). Un conjunt d'estatuetes de Priene, una ciutat grega a la costa oest de l'Àsia Menor, s'identifiquen habitualment com a figuretes "Baubo", que representen el cos femení com el rostre combinat amb la part inferior de l'abdomen. Aquests van aparèixer com a homòlegs dels fal·lus decorats amb ulls, boca i, de vegades, cames, que apareixien en pintures de gerros i que es feien com a estatuetes.
S'han trobat figuretes hermafrodites de terracota en la postura anomenada anasyromenos, amb pits i una llarga peça aixecada per revelar un fal·lus, de Sicília fins a Lesbos, que es remunten al període Clàssic tardà i al període hel·lenístic primerenc. La postura anasyromenos, però, no es va inventar al segle iv aC, figures d'aquest tipus es basaven en una tradició iconogràfica oriental molt anterior emprada per a les divinitats femenines. La literatura antiga suggereix que les figures representen la deïtat xipriota andrògina Afrodit (possiblement una forma d'Astarte), el culte de la qual es va introduir a la Grècia continental entre els segles V-IV aC. Es creia que el fal·lus revelat tenia poders màgics apotropaics, evitant el mal d'ull o invidia i donant bona sort.

## Efecte apotropaic de la nuesa
Moltes referències històriques suggereixen que l'anasirma va tenir efectes sobrenaturals, positius o negatius. Plini el Vell va escriure que una dona menstruant que descobreix el seu cos pot espantar les tempestes de calamarsa, remolins i llamps. Si es despulla i camina per un camp de blat, cauen erugues, cucs i escarabats. Fins i tot quan no està menstruant, pot calmar una tempesta al mar despullant-se.

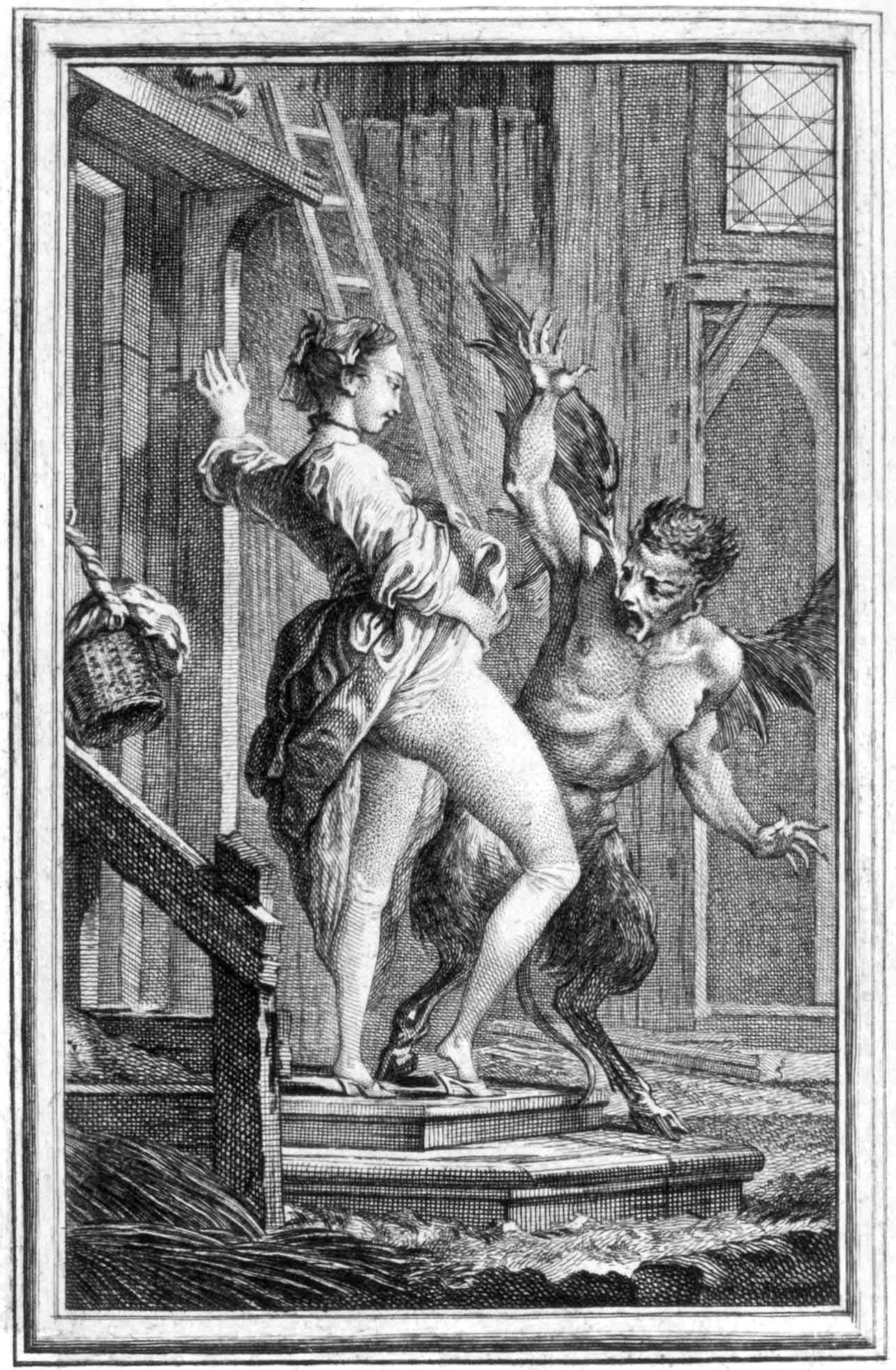
gravat de La Fontaine

Segons el folklore, les dones aixecaven les faldilles per perseguir els enemics a Irlanda i a la Xina. Una història de The Irish Times (23 de setembre de 1977) va informar d'un incident potencialment violent que implicava diversos homes, que va ser evitat gràcies a una dona que va exposar els seus genitals als atacants. Segons el folklore balcànic, quan plovia massa, les dones anaven corrents als camps i aixecaven les faldilles per espantar els déus i acabar amb la pluja. Maimònides també esmenta aquest ritual per evitar la pluja mentre expressa la seva desaprovació. Despullar-se es va percebre com la creació d'un estat "primari" més proper a la natura que la societat, facilitant la interacció amb entitats sobrenaturals. Als Nouveaux Contes de Jean de La Fontaine (1674), una dona rebutja un dimoni aixecant-se la faldilla. Les talles anomenades sheela na gigs, eren habituals a les esglésies medievals del nord d'Europa i les Illes Britàniques.
En algunes nacions de l'Àfrica, encara es considera una dona que es despulla i es mostra com una maledicció i un mitjà per allunyar el mal. Així com les dones donen vida, també la poden llevar. En algunes parts de Nigèria, entre d'altres llocs, les dones només invoquen la maledicció en les circumstàncies més extremes, i els homes que s'hi exposen es consideren morts. Ningú no els cuinarà, es casarà amb ells, no signarà cap tipus de contracte amb ells ni els comprarà res. La maledicció s'estén també als homes estrangers, que quedaran impotents o patiran algun gran dany.
A Nigèria, durant les protestes massives contra la indústria del petroli, les dones es van mostrar en anasirma. Leymah Gbowee va utilitzar l'anasirma quan va intentar portar la pau durant la Segona Guerra Civil de Libèria.